# Euxoa mcdunnoughi
Euxoa mcdunnoughi là một loài bướm đêm trong họ Noctuidae.